# Christof May
Christof May (* 1970 in Radolfzell) ist ein deutscher Klarinettist und Saxophonist.  

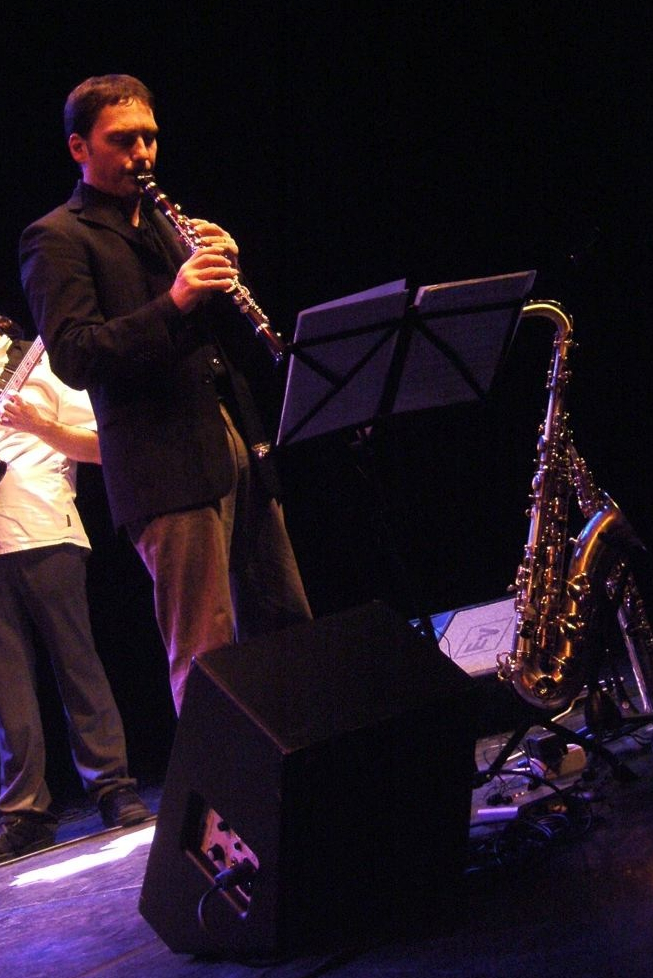
Christof May

## Leben und Wirken
May studierte am Königlichen Konservatorium von Den Haag von 1992 bis 1998 Jazz Saxophon bei John Ruocco und von 1998 bis 2002 klassische Klarinette bei Ab Vos. Er schloss sein Studium mit einem Masters Degree ab.
Ab 1995 arbeitete er als Sideman u. a. mit Susanne Abbuehl, Michel Portal, David Liebman, Jarmo Hoogendijk, Claudio Puntin, Samuel Rohrer, Florian Zenker, Amina Figarova, Eric Ineke und Trygve Seim.
Mit Susanne Abbuehl ist er auf den bei ECM erschienenen Alben April und Compass zu hören. Er unternahm Tourneen durch Europa, Afrika und Nordamerika und spielte dabei u. a. in Kapstadt, Maputo, Montreal, Portland, Oslo, Paris, Rom und anderen europäischen Städten. Als Gastmusiker beim niederländischen Rundfunkorchester Metropole Orkest arbeitete er u. a. mit Kenny Werner und Bob Malach und nahm CDs u. a. mit Terry Bozzio und Yuri Honing auf. Im klassischen Bereich arbeitete May u. a. als Gastmusiker bei den Symphonieorchestern von Krefeld-Mönchengladbach, Aachen und Duisburg.
Sein eigenes Projekt Maygus ist inspiriert durch die Musik Miles Davis’ aus den siebziger Jahren. Der Name des Projektes verweist auf die 1974 erschienene Schallplatte Dark Magus. Die Debüt-CD erschien im November 2007 als Vol. 20 der Reihe Jazzthing Next Generation.

## Auswahl-Diskographie
- 1994: Ugly Beauty, The Jazzmeteors
- 2000: April, mit Susanne Abbuehl, Wolfert Brederode und Samuel Rohrer
- 2000: Far Enough, Nimbus, mit Wolfert Brederode und Eric Ineke
- 2003: Festina Lente, Nimbus, mit Wolfert Brederode, Erik Ineke featuring David Liebman
- 2005: Chamber Works, Terry Bozzio & Metropole Orkest
- 2006: Compass, mit Susanne Abbuehl, Wolfert Brederode und Lucas Niggli
- 2007: Maygus, Double Moon Records/Jazzthing Next Generation Vol.20
- 2013: Earthing, mit The Hague Ethospheric Orchestra, Laika Records
- 2015: Headbanger, mit Mezcolanza, O.A.P. Records
- 2015: Deeper Green, Challenge Records, featuring Nils Petter Molvær und Susanne Abbuehl